# Joaquim Augusto Mouzinho de Albuquerque

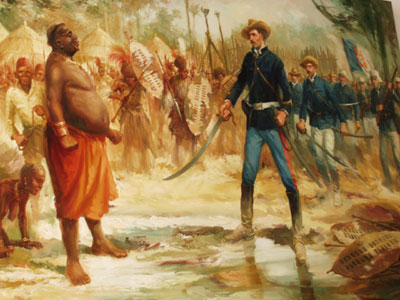
Joaquim Augusto Mouzinho de Albuquerque captura a Ngungunhane en Chaimite. Grabado de finales del.

Joaquim Augusto Mouzinho de Albuquerque (Quinta da Várzea, 11 de noviembre de 1855- 8 de enero de 1902) fue un militar portugués, responsable de la captura de Ngungunhane, en Chaimite (1895), y de la pacificación de Mozambique. 
Figura muy respetada en la sociedad portuguesa de fines del siglo XIX e inicios del siglo XX, era visto por los africanistas como esperanza y símbolo máximo de la reacción portuguesa a las amenazas a los intereses lusos en África por las grandes potencias europeas.
Fue gobernador de Gaza (provincia) y gobernador general de Mozambique, cargo que terminó en 1898 para volver a la metrópoli. Ese mismo año, fue nombrado encargado de la educación del príncipe Luis Felipe de Braganza.
Debido a los rumores de su relación con la reina y al ver cómo la monarquía agonizaba, se suicidó en 1902.